# أوسكار إيق
أوسكار إيق (بالإنجليزية: Oscar Egg) مواليد 2 مارس 1890 في سويسرا - الوفاة 9 فبراير 1961 في نيس، كان دراج سويسري في صنف سباق الدراجات على الطريق وعلى المضمار.

## سجل النتائج

### سباقات أو مراحل فاز بها
- طواف فرنسا

## وصلات خارجية
- الموقع الرسمي

## روابط خارجية
- أوسكار إيق على موقع أرشيف الدراجات (الإنجليزية)
- أوسكار إيق على موقع إحصائيات الدراجات الإحترافية (الإنجليزية)